# Enslövs kyrka
Enslövs kyrka är en kyrkobyggnad som tillhör Enslövs församling i Göteborgs stift. Den ligger i kyrkbyn Enslöv i utkanten av tätorten Åled i Halmstads kommun.

## Historia
Den första kyrkan på platsen kan ha varit en träkyrka, vilken sannolikt redan under 1100-talet ersattes av en stenkyrka. Den var uppförd i romansk stil och bestod av ett rektangulärt långhus med ett smalare absidförsett kor. Vid södra sidan fanns ett vapenhus och i väster ett trätorn. Kyrkan eldhärjades den 22 juli 1831 så svårt efter ett åsknedslag att den fick rivas. Många värdefulla inventarier kunde dock räddas. 

## Kyrkobyggnaden
Dagens kyrka uppfördes 1835 av byggmästare från Sandhults socken efter ritningar av arkitekt Fred. M. Bäck och invigdes 29 oktober 1835 av biskop Carl Fredrik af Wingård. Byggnaden består av ett rektangulärt långhus och ett kvadratiskt kyrktorn i väster. Vid en omfattande restaurering 1954-1955 vidbyggdes en sakristia i öster. Huvudingång i väster genom tornets bottenvåning. En ytterligare ingång är belägen mitt på långhusets sydsida. 
Kyrkan är såväl exteriört som interiört typisk för tidens strama, detaljfattiga klassicism. De vitputsade murarna genombryts av stora, rundvälvda fönsteröppningar. Sydportalens omfattning är något infälld i långhusets murliv. Långhuset har valmat sadeltak och tornet kröns av huv och lanternin. Alla yttertak är plåttäckta. Kyrkorummet har putsade väggar och målat tunnvalv av trä med taklist i avvikande färg. Vid restaureringen 1954-1955 togs den ursprungliga färgsättningen på altaruppsats och predikstol fram.
 År 1999 tillkom den nuvarande dominerande färgsättningen i rödbrunt samt dekormålningen på väggarna.

## Inventarier
- Dopfunten i granit är cylindrisk, utan all ornamentik och endast 45 cm hög samt saknar uttömningshål. Den är unik och på grund av sin enkla utformning svår att åldersbestämma, men bör vara från 1100- eller 1200-talet.[2] Den är uppställd på träfundament under läktaren.
- Predikstolen i renässansstil är från 1600-talets första hälft. På dess fyra sidor avbildas evangelisterna med sina attribut.
- Altaruppsatsen är i samma stil och från samma tid som predikstolen. Den är utförd i snidad i ek och 350 cm hög. Centralt finns en målning av Nattvarden. Antagligen är predikstol och altaruppsats tillverkade i Lund 1647 av Trelleborgsmästaren.
- Ett triumfkrucifix från 1200-talet.
- En kyrkkista som är daterad till 1635.
- Tre av kyrkans ljuskronor har hängt i den gamla kyrkan, malmkronan längst fram i mittgången, kristallkronan framme i korets södersida, samt malmkronan i vapenhuset. Ljuskronan i vapenhuset skänktes av församlingens förste svenske präst Nicolaus Hök 1702.
- Storklockan är gjuten i Kristianstad 1835 av Eric Magnus Fries. Lillklockan göts 1894 av Bergholtz klockgjuteri i Stockholm.

### Orgel
- Kyrkans första orgel med sexton stämmor införskaffades 1805/1806 och var byggd av Lars Strömblad. Den förstördes vid branden 1831.

- Man lät 1839 Johan Nikolaus Söderling bygga en ny orgel med åtta stämmor.
- Den utökades 1873/1874 till fjorton (tretton) stämmor av Carl Elfström, Ljungby. och
- Renoverades 1922 av A Mårtenssons orgelfabrik AB, Lund och fick då 12 stämmor. Samt ytterligare en gång 1955 av A. Magnusson Orgelbyggeri AB.

- Fasaden från 1839 bibehölls då Tostareds Kyrkorgelfabrik 1973 byggde ett nytt mekaniskt orgelverk med sexton stämmor fördelade på två manualer och pedal.Eventuellt kan delar av fasaden härröra från 1805 års orgel.[3]

| Huvudverk I   | Svällverk II      | Pedal         | Koppel |
| Gedakt 8´     | Rörflöjt 8´       | Subbas 16´    | I/P    |
| Fugara 8´     | Gedaktflöjt 4´    | Gedakt 8´     | II/P   |
| Principal 4'  | Principal 2'      | Kvintadena 4´ | II/I   |
| Spetsflöjt 4' | Ters 1 3/5'       | Fagott 16'    |        |
| Gemshorn 2'   | Nasat 1 1/3'      |               |        |
| Mixtur 4 chor | Regal 8'          |               |        |
|               | Tremulant         |               |        |
|               | Crescendosvällare |               |        |

## Omgivning
- Ett hundratal meter norr om kyrkan ligger prästgården som uppfördes 1865.
- I närheten finns ett flertal fornlämningar med stora gravhögar från bronsåldern.

## Bilder

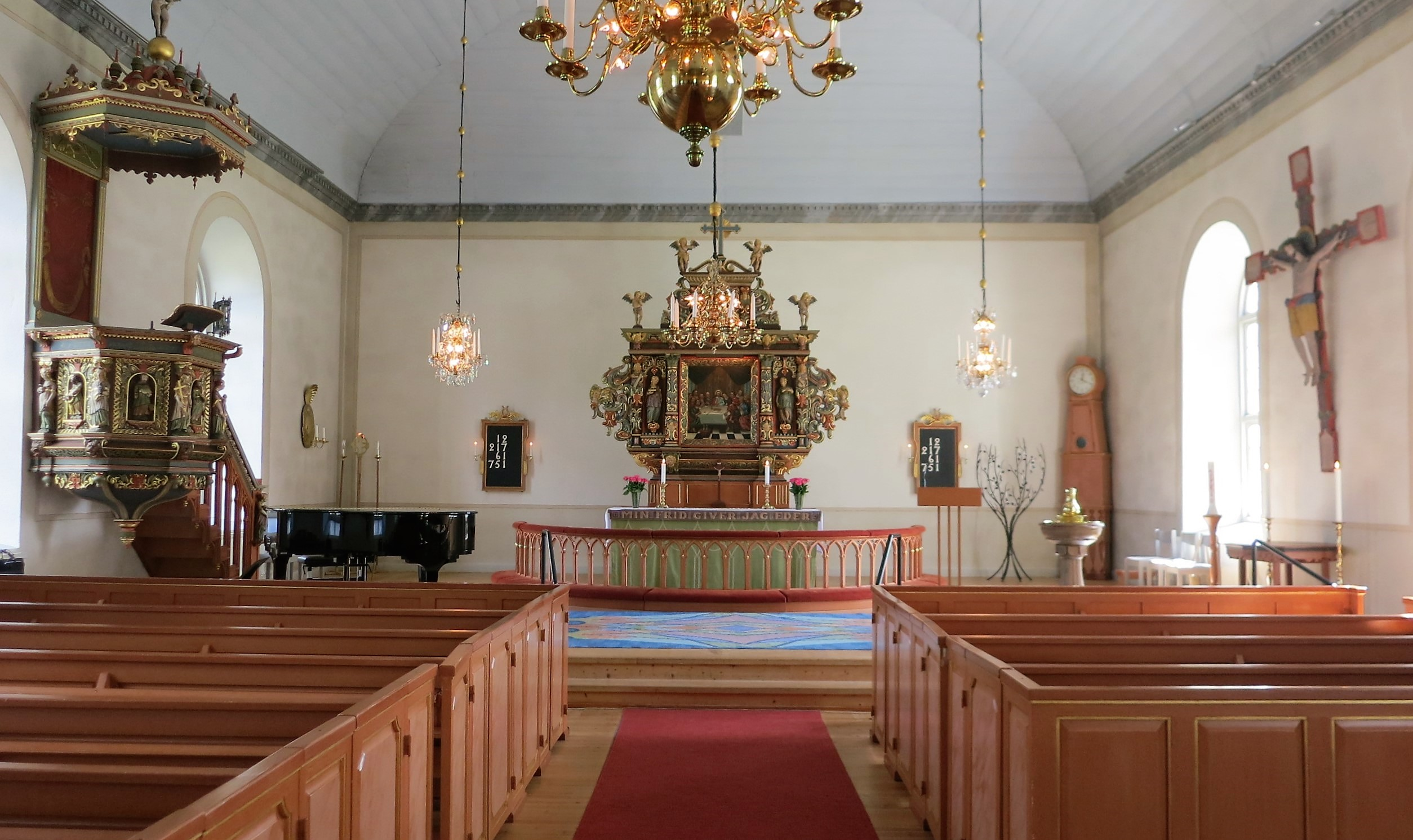
Interiör mot koret
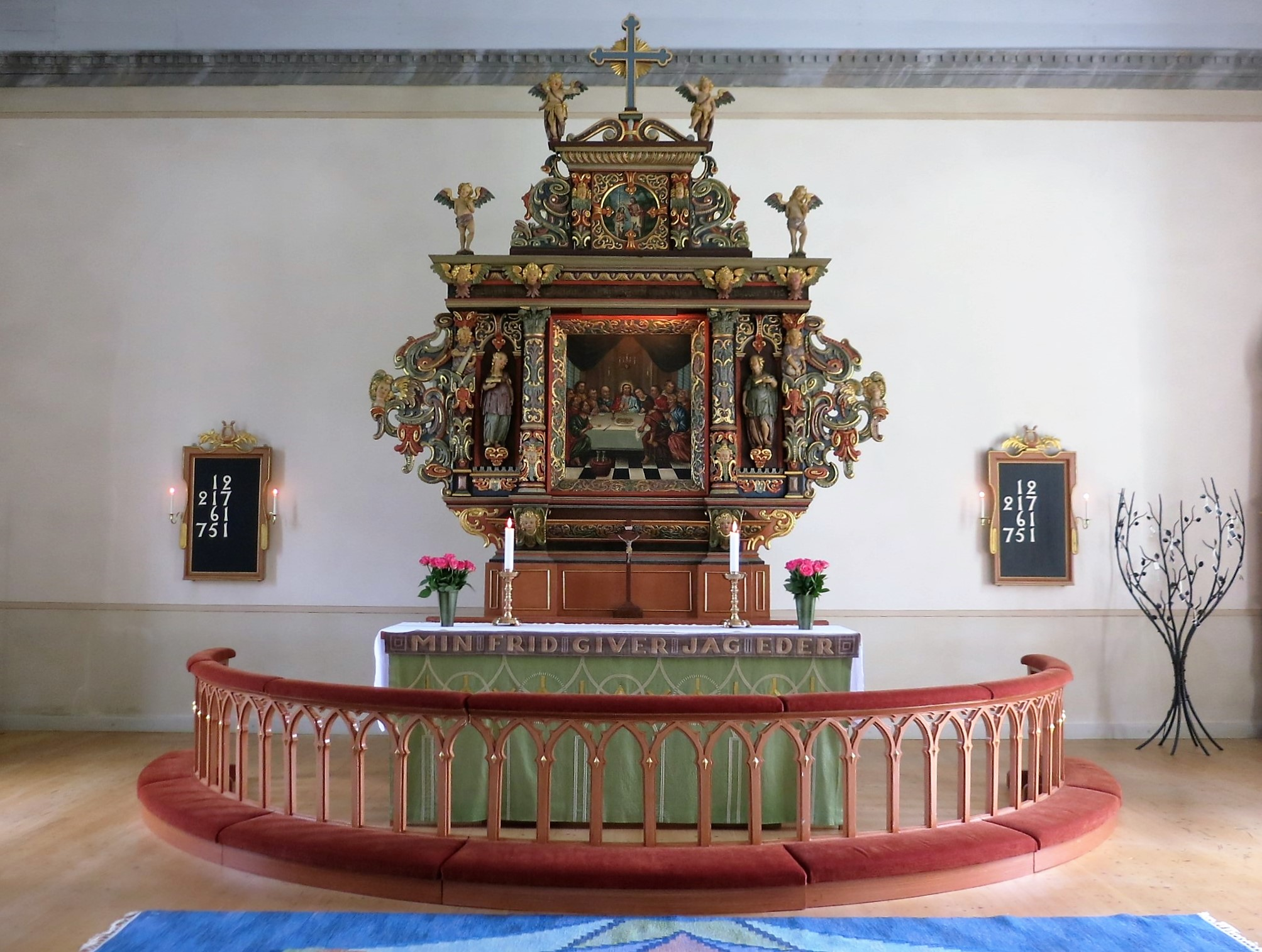
Altaruppsats
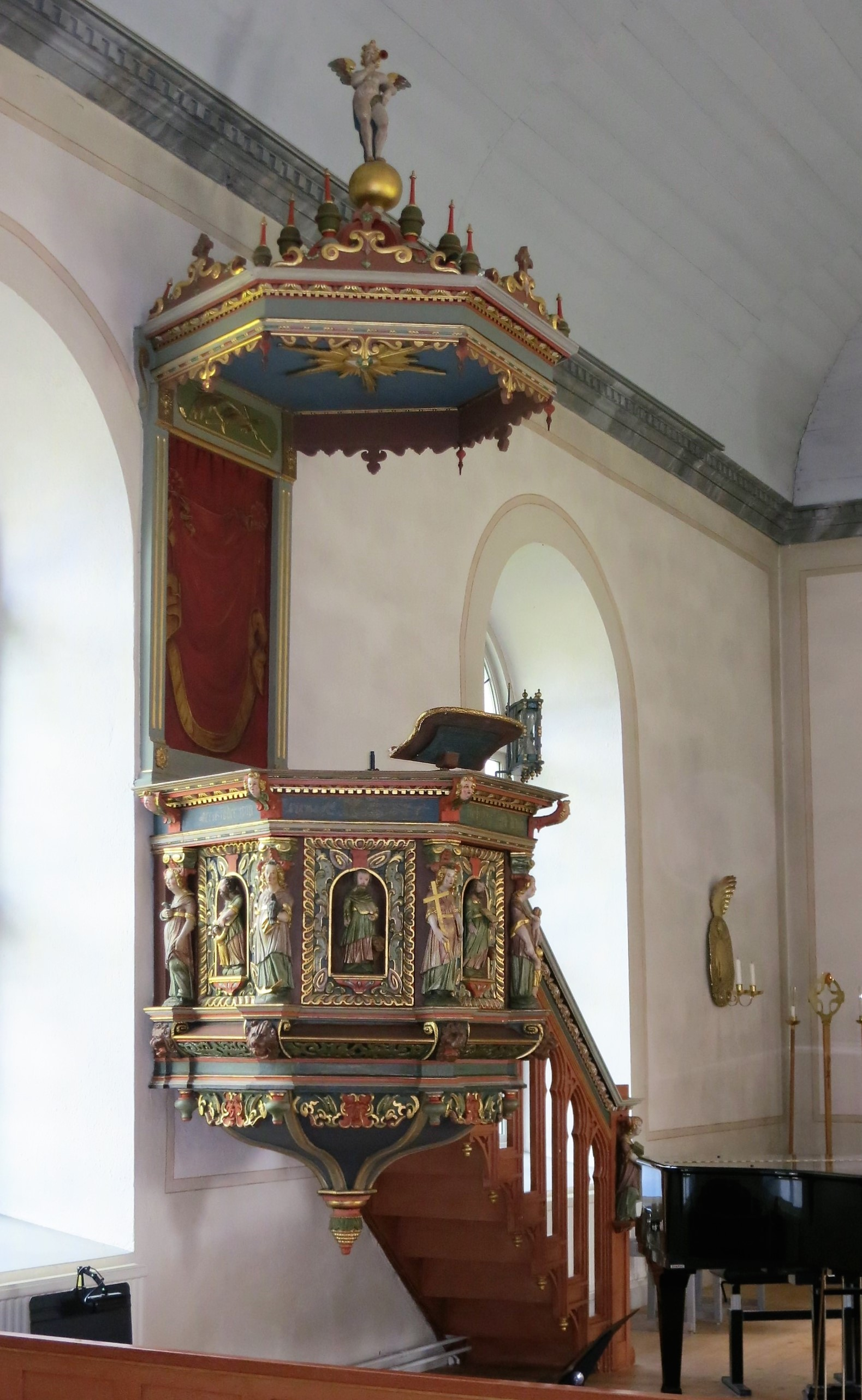
Predikstol
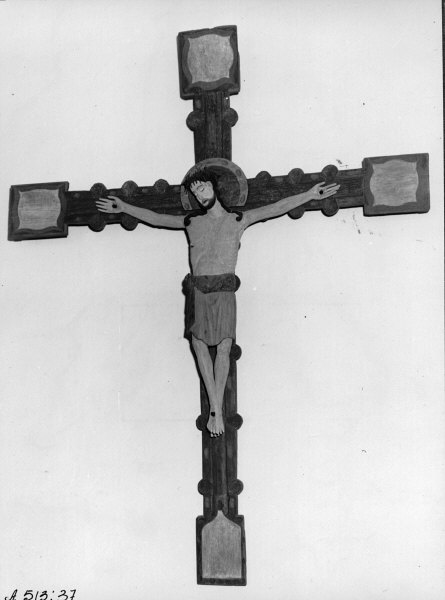
Triumfkrucifix

### Webbkällor
- Getinge-Oskarströms pastorat / Enslövs församling
- Riksantikvarieämbetet Bebyggelseregistret